# Propebela variabilis
Propebela variabilis is een slakkensoort uit de familie van de Mangeliidae. De wetenschappelijke naam van de soort is voor het eerst geldig gepubliceerd in 1990 door Bogdanov.